# Lionel Ray
Lionel Ray, alias de Robert Lorho (Mantes-la-Ville, Francia, 19 de enero de 1935) es un poeta y ensayista francés.

## Biografía
Nacido en 1935 de una madre valona y un padre bretón condecorado de guerra, pasó su infancia en Mantes-la-Jolie. Publicó más tarde algunos libros con su nombre real antes de su primera novela. Es profesor de literatura en la Sorbona y vive actualmente en Saint-Germain-en-Laye.

## Obras
- Si l'ombre cède, collection jeune poésie nrf, Gallimard, 1959, 40p.
- Les Métamorphoses du biographe ; suivi de la parole possible, Gallimard, 1971, 131 p.
- Lettre ouverte à Aragon sur le bon usage de la réalité, Paris, Les Éditeurs français réunis, 1971, 111 p.
- L’Interdit est mon opéra, Gallimard, 1973, 116 p.
- Arthur Rimbaud, Seghers (Poètes d’aujourd’hui), 1976, 183 p. Nouvelle édition 2001.
- Partout ici même, Gallimard, 1978, 191 p.
- Aveuglant aveuglé, Saint-Laurent-du-Pont : Le Verbe et l’empreinte, 1981, np.
- Le Corps obscur, Gallimard, 1981, 112 p.
- Nuages, nuit : poèmes, Gallimard, 1983, 123 p.
- Empreintes, Saint-Laurent-du-Pont : Le Verbe et l’empreinte, 1984, [6 p.].
- L’Inaltérable, Saint-Laurent-du-Pont : Le Verbe et l’empreinte, 1984, [3 p.].
- Voyelles et consonne, Saint-Laurent-du-Pont : Le Verbe et l’empreinte, 1984, [12 p.].
- Approches du lieu ; suivi de Lionel Ray et l'état chantant par Maurice Regnaut, Moulins : Ipomée, 1986, 115 p.
- Le nom perdu : poèmes, Gallimard, 1987, 127 p.
- Une sorte de ciel : poèmes, Gallimard, 1990, 114 p. (Prix Artaud)
- Comme un château défait : poèmes, Gallimard, 1993, 151 p. (Prix Supervielle 1994; Prix Goncourt de poésie 1995)
- Syllabes de sable : poèmes, Gallimard, 1996, 170 p.
- Pages d'ombre : poèmes. Gallimard, 2000. (Grand prix de poésie de la société des gens de lettres, 2001; Prix Kowalski de la ville de Lyon; Prix Guillevic de la ville de Saint-Malo)
- Aragon : Seghers, "Poètes d'aujourd'hui", 2002).
- Matière de nuit : poèmes. Gallimard, 2004.
- 12 poetas bengalis : recueil de poésie bengalie en versión française et espagnole, en collaboration avec Sumana Sinha, Ed. Lancelot, 2006. Murcia.
- Tout est chemins : Anthologie de la poésie bengalie en versión française en collaboration avec Sumana Sinha, éd. Le Temps des cerises, Paris. 2007.
- L'Invention des bibliothèques (les poèmes de Laurent Barthélemy): Gallimard, 2007.
- Le Procès de la vieille dame. Eloge de la poésie. Recueil d'essais. Éditions de la Différence. 2008.
- Entre nuit et soleil: Gallimard, 2010.  Premio Pierrette Micheloud 2010